# Guido Knopp

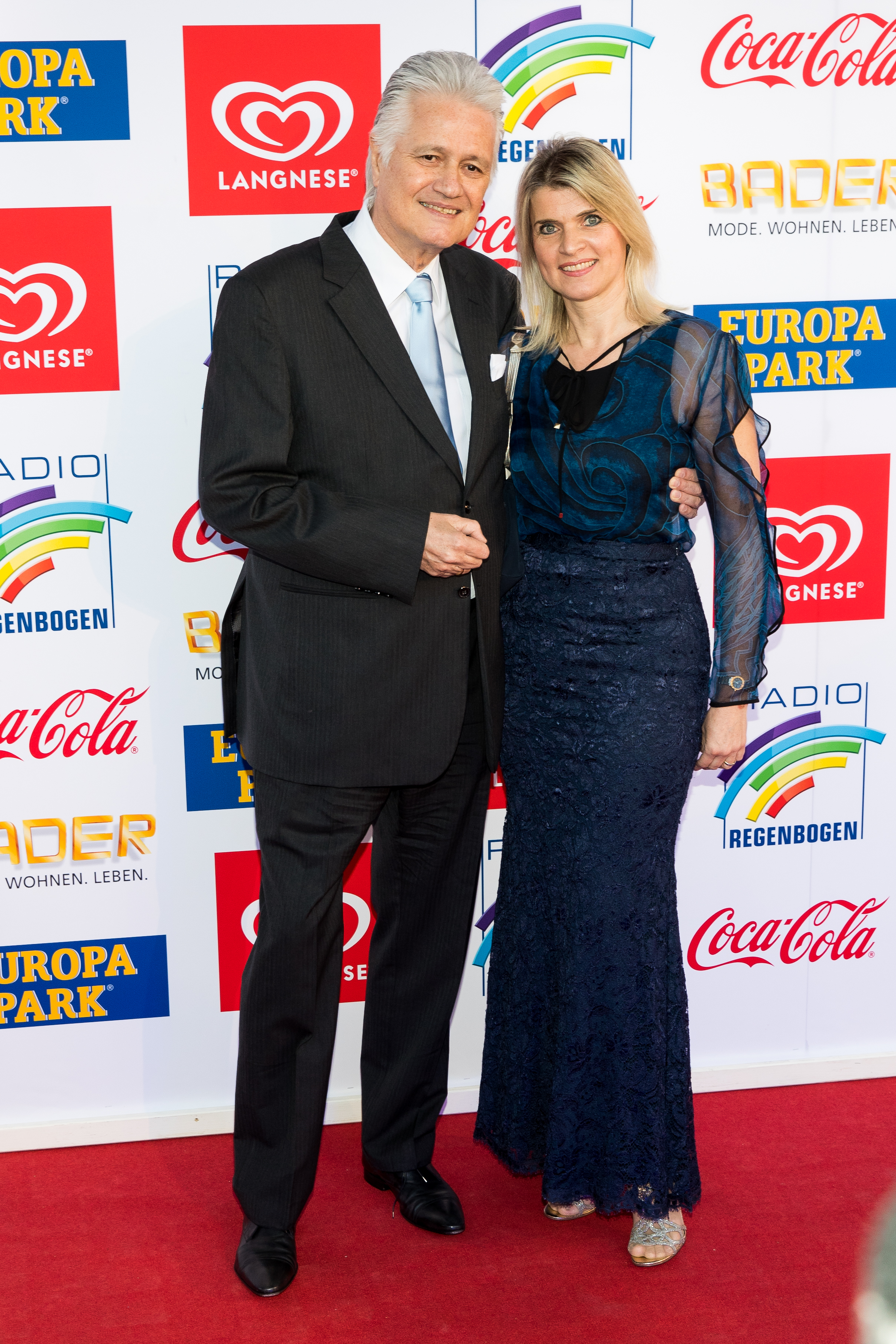
Guido Knopp und Ehefrau beim Radio Regenbogen Award 2017

Guido Friedrich Knopp (* 29. Januar 1948 in Treysa) ist ein deutscher Journalist, Historiker, Publizist und Fernsehmoderator. Er ist vor allem für seine Beschäftigung mit zeitgeschichtlichen Themen bekannt. Besonders zum Thema Nationalsozialismus hat Knopp in Form von Dokumentationen, Büchern und DVDs viele Beiträge produziert.
Knopp erreichte mit seinen Dokumentationen ein breites Publikum und erhielt dafür mehrere Auszeichnungen, sowohl im Inland als auch im Ausland. Viele von ihm verantwortete Fernsehbeiträge werden bis heute regelmäßig gesendet. Kritiker werfen Knopp vor, geschichtliche Zusammenhänge zu stark vereinfacht dargestellt oder durch „emotionalisierende“  Zeitzeugeninterviews die Rolle der Deutschen im Zweiten Weltkrieg teils verharmlost zu haben.

## Leben

### Schulzeit und Studium
Guido Friedrich Knopp wurde am 29. Januar 1948 im hessischen Treysa geboren und wuchs in einer evangelischen Familie in Aschaffenburg auf. Väterlicherseits stammt seine Familie aus Oberschlesien, mütterlicherseits aus Oberhessen.  Knopp besuchte das humanistische Kronberg-Gymnasium in Aschaffenburg und wechselte dann zum Friedrich-Alexander-Gymnasium in Neustadt an der Aisch, wo er das Abitur mit der Note 1,4 ablegte.
Knopp studierte Geschichte, Politik und Publizistik in Frankfurt am Main und Würzburg. Schon während seiner Studienzeit arbeitete er als Journalist beim Main-Echo und für die Frankfurter Neue Presse. Knopp wurde 1975 in Geschichte bei Rudolf Buchner und Eberhard Kolb promoviert; Thema seiner Dissertation waren die Vereinigungsbestrebungen in SPD und USPD in den Jahren 1917 bis 1920.

### Berufliche Laufbahn

#### Als Historiker beim ZDF
Knopp wollte nach eigener Aussage schon immer zum Fernsehen, wollte aber erst den Weg über die Printmedien gehen. Er entschied sich für den Burda-Verlag, der ihm imponierte.  Nach einem  Jahr ging Knopp  zur Welt am Sonntag und später zur  Frankfurter Allgemeinen Zeitung. Dort lernte er Dieter Stolte, den damaligen ZDF-Programmdirektor, kennen, der ihn 1978 zum ZDF holte.
Beim ZDF übernahm Knopp 1980 die wöchentliche Sendereihe Fragen zur Zeit. Ab 1984 leitete er die ZDF-Redaktion Zeitgeschichte, deren Gründung er initiiert hatte und die er im ZDF als eigenständigen Programmbereich verantwortete. Dort wurden seit den 1980er Jahren zeitgeschichtliche Fernsehreihen und Dokumentationen wie Hitler – Eine Bilanz, Unser Jahrhundert – Deutsche Schicksalstage, Hitlers Helfer, Holocaust und Die Deutschen produziert. Auch die von Knopp moderierten wöchentlichen Geschichtssendungen Damals (bis 2000) und History (bis 2013) wurden von seiner Redaktion verantwortet. Zu den Fernsehdokumentationen veröffentlichte Knopp auch regelmäßig Begleitbücher und -DVDs, von denen einige zu Bestsellern wurden.

#### Als Professor
Knopp lehrte Journalistik an der Universität Gießen und an der Gustav-Siewerth-Akademie in Weilheim-Bierbronnen, einer umstrittenen, von 1988 bis 2014 bestehenden katholischen Privathochschule. Von dieser wurde Knopp 1994 zum Professor ernannt. Laut Vorlesungsverzeichnis hatte Knopp einen Sitz im Senat der Akademie und war Leiter eines von insgesamt vier Fachbereichen. Er gehörte auch dem Freundeskreis der Akademie an, bei deren Festveranstaltungen er als Moderator auftrat, ehe der Hochschule 2013 die staatliche Anerkennung entzogen wurde.

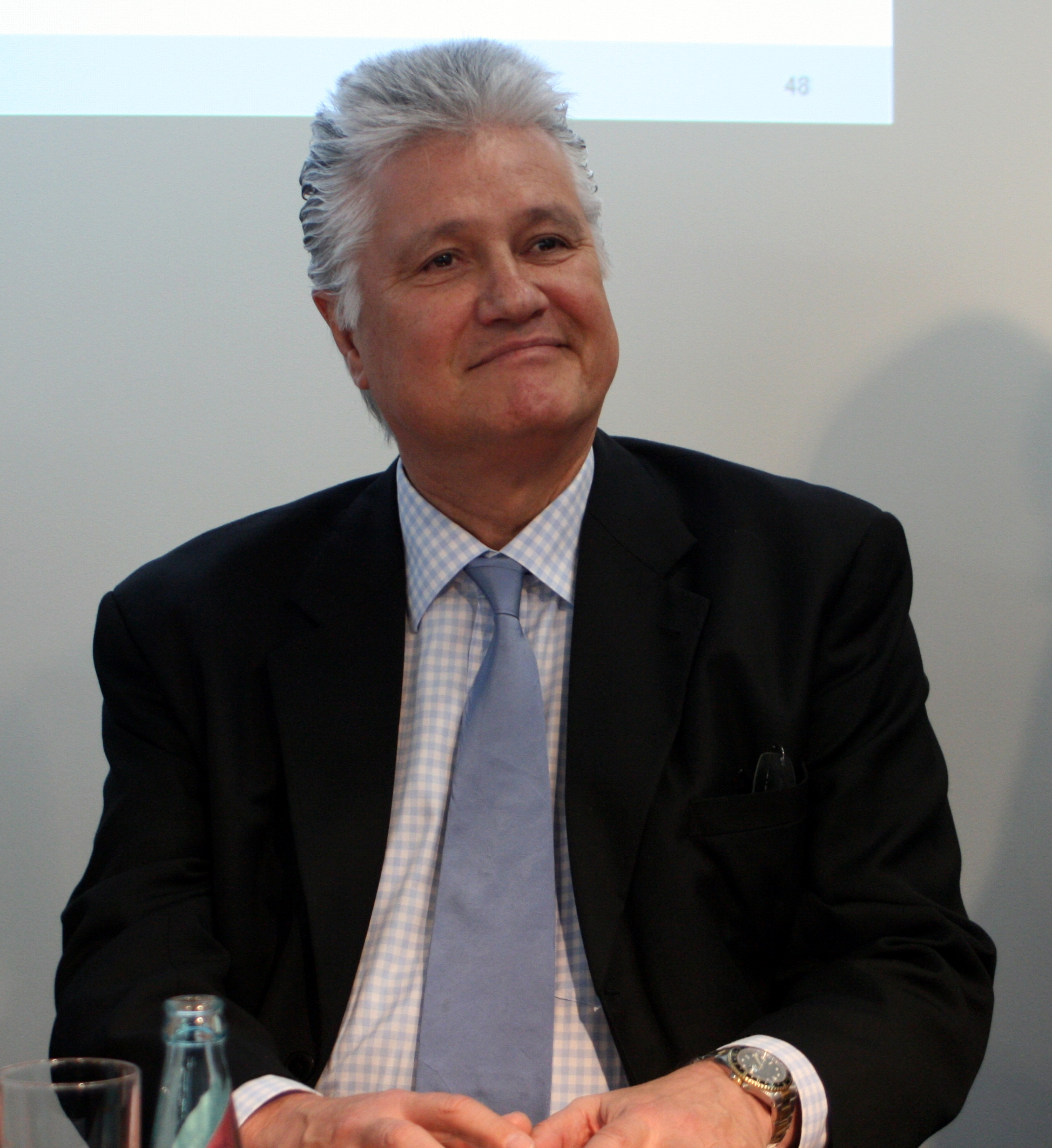
Guido Knopp (2008)

#### Aschaffenburger Gespräche und „Unsere Geschichte. Das Gedächtnis der Nation“
Knopp initiierte die Aschaffenburger Gespräche, eine Reihe von Podiumsdiskussionen zu Themen der Zeitgeschichte, die er von 1978 bis 2008 organisierte und leitete. Diese Diskussionen wurden aufgezeichnet und vom ZDF und von Phoenix ausgestrahlt. Seit 2010 ist Knopp Vorsitzender des gemeinnützigen Vereins Unsere Geschichte. Das Gedächtnis der Nation, der sich zur Aufgabe gemacht hat, „Erinnerungen von Zeitzeugen filmisch festzuhalten und auch künftigen Generationen verfügbar zu machen“. Seit Oktober 2011 ist ein „Jahrhundertbus“ in Deutschland unterwegs, in dem Zeitzeugen zu ihren Erinnerungen befragt werden. Knopp ist zudem Berater des 2016 eröffneten Museums The Wall Museum East Side Gallery.

### Ruhestand
Am 3. Februar 2013 beendete Knopp mit Erreichen der Altersgrenze seine Arbeit als Leiter des ZDF-Programmbereichs Zeitgeschichte. In der Presse wurde er zu diesem Zeitpunkt als „Deutschlands bekanntester Historiker“ bezeichnet.

### Privates
Knopp lebt in Mainz, ist in zweiter Ehe mit einer ungarischen Lehrerin verheiratet und hat aus beiden Ehen jeweils zwei Kinder. An Weihnachten 2018 erlitt Knopp in seinem Ferienhaus in Florida eine lebensgefährliche Gehirnblutung. Er musste viermal operiert werden und lag wochenlang auf der Intensivstation. Inzwischen hat er sich von dieser lebensbedrohlichen Erkrankung erholt und arbeitet wieder an neuen Buchprojekten.

## Arbeitsweise und Zielgruppe
Das ZDF etablierte historische Dokumentationen zur besten Sendezeit und erreicht damit ein breites Publikum. Knopp hat diese Entwicklung maßgeblich geprägt. Sein Stil wird mit dem Kofferwort „Histotainment“ (eine Begriffsbildung analog zu „Edutainment“ und „Infotainment“) beschrieben. Knopp selbst stellt seine Arbeit unter das Motto „Aufklärung braucht Reichweite“. Die Produktionen aus Knopps Redaktion werden von ZDF Enterprises auch international erfolgreich vermarktet.
Da sich die von Knopp produzierten großen Serien immer wieder auf Biographien einzelner Persönlichkeiten beschränkten, bemängeln Kritiker seine Geschichtsdarstellung als oberflächlich und sehen eine zu starke Vereinfachung komplexer geschichtlicher Zusammenhänge. Befürworter seiner Arbeit betonen hingegen, dass das Zielpublikum nicht Geschichtswissenschaftler, sondern Menschen ohne detailliertes historisches Wissen seien. In den Fachberaterstäben von Knopps Produktionen finden sich namhafte Historiker wie Ernst Baltrusch, Alexander Demandt, Heinz Duchhardt, Joachim Ehlers, Lothar Gall, Dieter Langewiesche, Sönke Neitzel, Heinz Schilling, Hagen Schulze, Heinrich Schwendemann, Barbara Stollberg-Rilinger, Michael Stürmer, Hans-Ulrich Wehler, Heinrich August Winkler oder Stefan Weinfurter; auch der Verband der Geschichtslehrer Deutschlands kooperiert mit Knopps Redaktion und empfiehlt Produktionen wie z. B. „Die Deutschen“ zur Verwendung im Schulunterricht.

## Kontroversen
In Thomas Leifs Buch Leidenschaft: Recherche wird die Auseinandersetzung zwischen dem Journalisten Thomas Schuler und Guido Knopp als Beispiel für Komplikationen bei Recherchen angeführt. Schuler hatte im Jahr 2000 Knopps Professorentitel als unseriös eingestuft, da er von der Gustav-Siewerth-Akademie verliehen wurde, deren Führungspersonal laut Schuler unter anderem mit der rechten Organisation Verein zur Förderung der Psychologischen Menschenkenntnis verbunden sei. Gegen diesen Artikel klagten Personen der Gustav-Siewerth-Akademie, und obwohl Schuler vor Gericht gewann, veröffentlichte die Berliner Zeitung den Artikel daraufhin vorsichtshalber nicht in ihrem öffentlich verfügbaren Archiv.
Peter Kümmel fasst US-amerikanische und deutsche Kritiken an Knopps Dokumentationen so zusammen: Knopps Filme funktionierten wie „Rollenspiele, mit deren Hilfe sich die Deutschen mit ihren Großvätern versöhnen könnten.“ Die Filme würden das „Wir“-Gefühl mehr ansprechen als die Fakten. Erinnerung sei bei ihm empathisch geladen und daher zu wohlwollend. Die verharmlosenden oder emotionalisierenden Zeitzeugeninterviews würden historisch brisante Tatsachen verdecken, kritisiert Evelyn Finger die Dokureihe Die Kinder der Flucht des ZDF aus dem Herbst 2006. Es sei entpolitisierend, Einzelschicksale zu zeigen und die historische Beurteilung zu verschweigen, wenn mit dem Anspruch aufgetreten werde, eine ganze Epoche darzustellen. So erwähne Knopp in seiner Einleitung dieser Trilogie mit keinem Wort die von deutschen Armeen über Polen, die Sowjetunion und weitere Teile Europas gebrachten Vertreibungen, als „Umsiedlung“ genannten Massenmorde, individuelle Angst, Schmerzen, Hunger und heute oft verdrängte Lasten. Auch diese nicht zu vergessen hieße nicht, sie gegenseitig aufzurechnen. Michael Jeismann vertrat in der Frankfurter Allgemeinen Zeitung hingegen die Ansicht, dass ein Extra-Hinweis auf den Vernichtungskrieg des Deutschen Reichs im Osten unnötig sei und dass sich aus den Einzelinterviews relevante Erkenntnisse ergäben. Die Erkenntnisse seien allerdings kein Verdienst Knopps, sondern des Regisseurs Hans-Christoph Blumenberg.
Jenseits der Kritik in den Feuilletons finden sich nur wenige geschichtswissenschaftliche Veröffentlichungen zu den Produktionen der ZDF-Redaktion Zeitgeschichte. Eine umfassende Auseinandersetzung liefert z. B. Oliver Näpel in der Zeitschrift für Geschichtsdidaktik, der die Funktionen und Wirkung der unterschiedlichen Bausteine von Knopps Dokutainment-Sendungen, mit Hauptaugenmerk auf den Sendereihen zur NS-Zeit, systematisch aufarbeitet. Wulf Kansteiner bescheinigt Knopp zwar, dass die gesprochenen Kommentare und Botschaften korrekt seien. Der „visuelle Sog“ der teils nachgestellten und mit Ton unterlegten Szenen überlagere jedoch oftmals den Off-Kommentar, schaffe eine raffinierte Identifikationsmöglichkeit etwa mit einem Militäridol und lasse die gegensätzlichen Perspektiven von Tätern und Opfern außen vor.
Kontrovers wird in den Medien und der Fachwelt auch die Frage der Autorschaft diskutiert. Jede Dokumentation oder Sendereihe entstand durch einen in seiner Größe wechselnden Stab aus Koautoren, wissenschaftlichen Beratern und Editoren. Dies trifft nach Knopps eigener Aussage auch auf die Begleitbücher zu seinen Sendungen zu. Auch Zeitzeugen spielen in den Dokumentationen als Mitwirkende eine große Rolle. Oft war Knopp nur Initiator, aber nicht an der Durchführung beteiligt. Allerdings zeichnet er als Redaktionsleiter verantwortlich für den größten Teil der Dokumentationen. Darüber hinaus hat sich sein Name im Laufe der Zeit zu einem Markenzeichen entwickelt, das für eine ganz eigene Form historischer Dokumentationen steht – ein Starkult, der durch einen eigenständigen ästhetischen Stil zwar weltweiten Erfolg, aber eben keine eindeutige Autorenschaft garantiert.

## Sonstiges
- Ein Lied mit dem Titel Guido Knopp, in dem sich der deutsche Liedermacher und Kabarettist Rainald Grebe humoristisch mit Knopps Wirken auseinandersetzt, wurde 2005 veröffentlicht.[35]
- Knopp ist Mitglied der Deutschen Akademie für Fußball-Kultur.[36]
- In der heute-show wird Knopp in der Rubrik heute-show history ohne Prof. Dr. Guido Knopp durch Dietmar Wischmeyer parodiert.
- Seit 2012 ist Knopp in dem ZDF-Fernsehquiz Der Super-Champion und der Nachfolgesendung Der Quiz-Champion als Experte für Zeitgeschichte zu sehen.

## Auszeichnungen und Preise
- 1985 und 1986: Jakob-Kaiser-Preis
- 1988: Europäischer Fernsehpreis
- 1990: Telestar
- 1990: Bundesverdienstkreuz am Bande
- 1997: Bayerischer Fernsehpreis für die Dokumentarserie „Hitlers Helfer“ (ZDF)
- 1997: Goldener Löwe für „Hitlers Helfer“
- 1997: Auszeichnung des Simon-Wiesenthal-Zentrums Los Angeles
- 1998: Goldene Romy Beste Programmidee für „Hitlers Helfer“
- 1998: Französischer Fernsehpreis „Clio“
- 1999: Hans-Klein-Medienpreis für die Serie Die Kanzler – Die Mächtigen der Bundesrepublik
- 1999: Mitteldeutscher Medienpreis
- 2000: Medienmann 2000
- 2001: Bundesverdienstkreuz 1. Klasse
- 2004: Goldene Feder in der Kategorie TV/Dokumentation
- 2004: Kulturpreis der Stadt Aschaffenburg, für die Aschaffenburger Gespräche
- 2004: Goldene Kamera
- 2004: Deutsch-Italienischer Kulturpreis „Capo Circeo“
- 2005: Emmy in der Kategorie International für die ZDF-Dokumentation Das Drama von Dresden
- 2007: Japan-Preis für „Die Hölle von Verdun“
- 2007: Magnolia Award und  World Medal in Gold für die dreiteilige Dokumentation „Göring – Eine Karriere“
- 2009: International Emmy Award für „Die Wölfe“
- 2009: Deutscher Fachjournalistenpreis
- 2010: Lifetime Achievement Award der History Makers[37]
- 2010: World Medal in Gold für „Busting the Berlin Wall“
- 2010: World Medal in Gold für „Die Wölfe“
- 2010: Werner-Blindert-Preis
- 2010: Visionär des Jahres
- 2014: Ehrenplakette des Bundes der Vertriebenen

## Filmografie (Auswahl)
- 1984–2000: Damals – vor 40 Jahren
- 1986: Das Urteil von Nürnberg
- 1986: Das deutsche Wirtschaftswunder; Erstsendung: 21. Dezember 1986.
- 1986: Der schöne Schein – Olympia ’36 (G.F. Knopp/P.C. Schmidt); Erstausstrahlung am 27. Juli 1986.
- 1989: So entstand die Bundesrepublik
- 1989: Die Saat des Krieges – Hitlers Angriff auf Europa (mit Harald Schott) Erstausstrahlung: 20./24. August 1989.
- 1990: Die Deutsche Einheit; 6-tlg. (Knopp/Piechowiak/Kuhn/Steinhauser)
- 1990: Pakt mit dem Kreml (Knopp/Lenze)
- 1991: Der verdammte Krieg – Das Unternehmen Barbarossa; 6-tlg. (Guido Knopp/Valerij Korsin/Anatolij Nikiforow/Harald Schott)
- 1991: Bilder, die Geschichte machten; 20-tlg.; bis 1992.
- 1993: Der verdammte Krieg – Entscheidung Stalingrad; 5-tlg. (Eine der ersten Sendungen, die als VHS zum Kauf angeboten wurde)
- 1994: Die großen Fotos des Jahrhunderts
- 1994: Befreiung – Frankreich nach dem „längsten Tag“
- 1994: Top-Spione – Verräter im geheimen Krieg; 6-tlg.
- 1995: Das Ende 1945
- 1995: Hitler – Eine Bilanz
- 1996: Hitlers Helfer
- 1997: Vatikan – Die Macht der Päpste; 5-tlg.
- 1998: Unser Jahrhundert – Deutsche Schicksalstage; 16-tlg.
- 1998: Der Dritte Weltkrieg
- 1998: Hitlers Helfer II
- 1998: Hitlers Krieger
- 1999: 100 Jahre – Die großen Bilder unseres Jahrhunderts
- 1999: Kanzler – Die Mächtigen der Republik
- 2000: Hitlers Kinder; 5-tlg.
- 2000: Deutschlandspiel; 2-tlg.
- 2000: Holokaust
- 2000: „History“; Sendereihe; Start Oktober 2000.
- 2001: Die große Flucht; 5-tlg.
- 2001: Hitlers Frauen und Marlene
- 2002: Der Jahrhundertkrieg; 9-tlg.
- 2002: Die Nervenprobe
- 2002: Die SS – Eine Warnung der Geschichte; 6-tlg.
- 2003: Stalingrad; 3-tlg.; – Der Angriff; – Der Kessel; – Der Untergang
- 2003: Stalin
- 2003: Der Aufstand
- 2004: Die Befreiung
- 2004: Sie wollten Hitler töten
- 2004: Das Wunder von Bern
- 2004: Die letzte Schlacht
- 2004: Hitlers Manager; 5-tlg.
- 2005: Der Sturm; 4-tlg.
- 2005: Bis dass der Tod uns scheidet
- 2005: Das Drama von Dresden
- 2005: Die Gefangenen; 5-tlg.
- 2006: Wir Weltmeister; 3-tlg.
- 2007: Die Wehrmacht- eine Bilanz
- 2008: Die Deutschen
- 2009: Stauffenberg – Die wahre Geschichte
- 2009: Die Machtergreifung
- 2009: Die Sternstunden der Deutschen
- 2010: Die Deutschen (2. Staffel)
- 2011: Der Wettlauf zum Südpol
- 2011: Der Heilige Krieg
- 2012: Weltenbrand (ZDF)
- 2013: History Live
- 2018: 100 Jahre Weimarer Republik

## Veröffentlichungen

### Wissenschaftliche Veröffentlichungen
- Einigungsdebatte und Einigungsaktion in SPD und USPD 1917–1920 unter besonderer Berücksichtigung der „Zentralstelle für Einigung der Sozialdemokratie“. Dissertation Universität Würzburg, Philosophische Fakultät, Fachbereich II – Neuphilologien, Geschichte, Kunstgeschichte, 1975, OCLC 3885233.
- mit Siegfried Quandt (Hrsg.): Geschichte im Fernsehen: Ein Handbuch. WBG Wissenschaftliche Buchgesellschaft, Darmstadt 1988, ISBN 3-534-02487-7.

### Begleitbücher zu den filmischen Dokumentationen und weitere populärwissenschaftliche Sachbücher
- Hitler – Eine Bilanz. Goldmann, München 2005, ISBN 3-442-15352-2.
- Hitlers Helfer. Goldmann, München 1998, ISBN 3-442-12762-9.
- Hitlers Frauen und Marlene. ISBN 3-570-00362-0.
- mit Anja Greulich u. a.: Hitlers nützliche Idole. Redaktion Marion Sporn. Bertelsmann, München 2007, ISBN 978-3-570-00835-5.
- Vatikan – die Macht der Päpste. Wilhelm Goldmann Verlag. München. ISBN 3-442-15007-8.
- Hitlers Krieger. ISBN 3-442-15045-0.
- Unser Jahrhundert. Deutsche Schicksalstage. C. Bertelsmann, München 1998, ISBN 3-570-12306-5.
- Die große Flucht – Das Buch zur Serie im ZDF. ISBN 3-430-15505-3.
- Die Gefangenen. ISBN 3-570-00700-6.
- Stalingrad. ISBN 3-570-00693-X.
- Der Jahrhundertkrieg. ISBN 3-430-15516-9.
- Die SS: Eine Warnung der Geschichte. ISBN 3-570-00621-2.
- Kanzler – Die Mächtigen der Republik, ISBN 3-442-15067-1.
- History – Geheimnisse des 20. Jahrhunderts, ISBN 3-570-00665-4.
- History – Die Geschichten hinter der Geschichte, ISBN 3-570-00667-0.
- Göring – Eine Karriere. ISBN 3-570-00891-6.
- Holokaust, mit Alexander Berkel, Bertelsmann, München 2001, ISBN 3-442-15152-X.
- Hitlers Kinder, mit Stefan Brauburger, Christian Deick, Jörg Müllner, Ricarda Schlosshan, Stephan Wiehler. Goldmann, München 2001, ISBN 3-442-15121-X.
- Die Deutschen: vom Mittelalter bis zum 20. Jahrhundert, mit Stefan Brauburger, Peter Arens, Friederike Dreykluft … Bertelsmann, München 2008, ISBN 978-3-570-00942-0.
- Die Deutschen: von Karl dem Großen bis Rosa Luxemburg, mit Stefan Brauburger, Peter Arens, Carl Dietmar … Bertelsmann, München 2010, ISBN 978-3-570-10035-6.
- Die Deutschen im 20. Jahrhundert: vom Ersten Weltkrieg bis zum Fall der Mauer, mit Alexander Berkel … Bertelsmann, München 2008, ISBN 978-3-570-00976-5.
- Der Wettlauf zum Südpol: Das größte Abenteuer der Geschichte. Bertelsmann, München 2011, ISBN 978-3-570-10078-3.
- Geheimnisse des "Dritten Reiches", München 2011, ISBN 978-3-570-10106-3.
- Der Zweite Weltkrieg: Bilder, die wir nie vergessen, mit Claudia und Mario Sporn. Edel, Hamburg 2014, ISBN 978-3-8419-0262-7.
- Meine Geschichte. Bertelsmann, München 2017, ISBN 978-3-570-10321-0.
- Schampus für alle. ALDI – eine deutsche Geschichte. Fischer Krüger, Frankfurt am Main 2021, ISBN 978-3-8105-3078-3 (in Zusammenarbeit mit Mario Sporn).
- Der Erste Weltkrieg: Historische Bilder und die Geschichten dahinter, Verlag Edel Germany GmbH, Hamburg 2022, 1. Auflage, ISBN 978-3-8419-0836-0.
- Putins Helfer. Die Hintermänner der russischen Diktatur. Quadriga, Köln 2023, ISBN 978-3-86995-132-4.

Hörspiele
- Zwölf Jahre – Hitler und sein Reich. Hörspiel mit G. Knopp u. a. Edition I: Hitler und sein Volk 1933–1939. 8 CDs. Hoffmann und Campe, Hamburg 2003, ISBN 3-455-30313-7.
- Zwölf Jahre – Hitler und sein Reich. Hörspiel mit G. Knopp u. a. Edition II: Die Deutschen und der Krieg 1939–1943. 8 CDs. Hoffmann und Campe, Hamburg 2003, ISBN 3-455-30328-5. Die für 2004 angekündigte Edition III: Zusammenbruch und Neuanfang 1943–1945 erschien nicht.